# Liste der Monuments historiques in Saint-Thual
Die Liste der Monuments historiques in Saint-Thual führt die Monuments historiques in der französischen Gemeinde Saint-Thual auf.

## Liste der Bauwerke
| Bezeichnung                     | Beschreibung | Standort | Kennzeichnung | Schutzstatus | Datum | Bild |
| ------------------------------- | ------------ | -------- | ------------- | ------------ | ----- | ---- |
| Château de Tourdelain (Schloss) |              | (Lage)   | PA00090884    | Inscrit      | 1943  |      |